# Per amor o per diners?
Per amor o per diners? (originalment en anglès, The Revenger: An Unromantic Comedy) és una pel·lícula britànica del 2019 dirigida per Mark Murphy. La pel·lícula es va estrenar als Estats Units el 15 de març de 2019. S'ha doblat al català oriental i al valencià.

## Sinopsi
Un romanç de conte de fades pren un gir inesperat quan en Mark s'assabenta que la seva futura esposa, la Connie, en realitat ha estat conspirant contra ell.